# Angennes
Angennes ist der Name einer französischen Adelsfamilie, deren ursprünglicher Sitz in einer gleichnamigen Burg in der Thymerais in Le Perche war. Die Familie hatte in ihrer Anfangszeit den Titel des Vidame de Mans inne.
Die Familie (dann auch bekannt als Angennes de Rambouillet) residierte vom 15. bis ins 17. Jahrhundert allerdings in Schloss Rambouillet, wo ihr neuer Stammsitz war. Die Familie erwarb und veräußerte weitere Landsitze und Güter im Laufe ihrer Geschichte.

## Namensträger
- Regnault d’Angennes (gestorben 1417), französischer Adliger und königlicher Stallmeister, erwarb Rambouillet
- Charles d’Angennes (1577–1652), französischer Adliger
- Julie d’Angennes († 1671), französische Adelige
- Catherine Henriette d’Angennes (1634–1714), französische Kurtisane
- Charles François d’Angennes (1648–1691), französischer Freibeuter und Pflanzer